# Div Yezh Breizh
Div Yezh (en breton : « deux langues » ) est une fédération d'associations de parents d'élèves qui promeut l'enseignement bilingue breton-francais dans les écoles, collèges et lycées publiques des cinq départements de la Bretagne historique.

## Programme

### Cadre légal
Ce réseau d'enseignement public défend le bilinguisme précoce français-breton et la sauvegarde de la langue bretonne dans le cadre du système éducatif français dirigé par le ministère de l'Éducation nationale et d'une convention spécifique État-région Bretagne.

### Zone d'action
L'association agit en dans les écoles, collèges et lycées publiques des cinq départements de la Bretagne historique.

### Bilinguisme
Div Yezh regroupe plus de 10 000 élèves de la maternelle au lycée répartis dans les établissements publics de l'Éducation nationale. Les cours sont assurés à 50 % en français et à 50 % en breton et suivent le programme officiel de l'Éducation nationale.

## Historique

### Création
Div Yezh Breizh est fondée en 1979 sour le nom d'APEEB, Association des Parents d'Elèves pour l'Enseignement du Breton.

### 1982
C'est une association à but non lucratif. En 1982, Alain Savary, alors ministre de l'Éducation nationale, autorise l'ouverture de classes bilingues français-langue régionale. Ainsi, à l’automne 1982 ouvre la première classe bilingue français-breton en Bretagne à Saint-Rivoal.

### 1983
Dès la rentrée 1983, d'autres classes sont ouvertes à Rennes et Lannion. Depuis, les effectifs et le nombre de classes ne cessent d'augmenter.

### 1994
En 1994, Paul Molac rejoint le réseau en tant que membre pour militer pour l'ouverture d'une classe bilingue dans sa commune de Ploërmel. Il occupe le poste de président pendant 10 ans de 2001 à 2012 jusqu'à sa campagne pour être député. Paul Molac est le rapporteur d'une loi en faveur de la généralisation de l'enseignement des langues régionales, adoptée le 8 avril 2021, baptisée « loi Molac ». Le réseau attaque l'État français pour non-application de la loi dans une procédure lancée en 2023.

### Renommage
En 1995, l'APEEB devient l'association Div Yezh, et en 2015 elle devient Div Yezh Breizh, car le nombre d'associations locales ne cessent d'augmenter. 

### Convention
En 2022 une convention « pour la transmission des langues de Bretagne » est signée par le Premier ministre.

### 2024
En 2024, elle regroupe une centaine d'associations locales de parents d'élèves. 

### 2025
En 2025, Div Yezh Breizh et l'association Kelennomp portent plaintes contre l'état : elles estiment que la convention signée par l'État n'est pas respecté.

## Liste des filières
| Département           | Niveau                   | Commune |
| --------------------- | ------------------------ | --- |
| Cotes-d'Armor (22)    | Maternelles et primaires | Bégard, Binic-Etables-Sur-Mer, Bulat-Pestivien, Callac, Caulnes, Cavan, Chatelaudren-Plouagat, Guerledan, Lamballe-Armor, Lannion, Lanrivain, Lanvollon, Le vieux-Marché, Louargat, Pabu, Paimpol, Penvenan, Pledran, Plerin, Plestin-les-Grèves, Ploezal, Plouha, Ploumagoar, Plounevez-Moédec, Prat, Quintin, Rostrenen, Saint Brieuc, Tregastel, Yffiniac |
| Cotes-d'Armor (22)    | Collèges                 | Bégard, Callac, Guingamp, Lannion, Plouha, Rostrenen, Saint Brieuc |
| Cotes-d'Armor (22)    | Lycée                    | Lannion |
| Finistère (29)        | Maternelles et primaires | Bannalec, Brest, Briec, Carhaix-Plouguer, Chateauneuf-du-Faou, Cleder, Clohars-Carnoet, Concarneau, Coray, Crozon, Daoulas, Douarnenez, Elliant, Ergue-Caberic, Gouesnou, Guipavas, La Roche-Maurice, Landerneau, Lanmeur, Lannilis, Le Relecq-Kerhuon, Loperhet, Loqueffret, Milizac-Guipronvel, Moelan-sur-Mer, Morlaix, Pleuven, Pleyben, Pleyber-Christ, Plomelin, Plomeur, Plouarzel, Ploudiry, Plougasnou, Plougastel-Daoulas, Plougonvelin, Plougerneau, Plouneour-Menez, Plourin-lès-Morlaix, Plouzané, Plozevet, Pluguffan, Poullaouen, Querrien, Quimper, Quimperlé, Redene, Roscoff, Rosporden, Saint-divy, Saint-MArtin-des-Champs, Saint-Rivoal, Saint-Thegonnec-Loc-Eguiner, Scaer, Sizun, Taulé, Tremeven |
| Finistère (29)        | Collèges                 | Brest, Briec, Carhaix-Plouguer, Chateauneuf-du-Faou, Douarnenez, Guipavas, Landerneau, Lanmeur, Lannilis, Plougastel-Daoulas, Plouneour-Menez, Plouzané, Pont-l'Abbé, Quimper, Quimperlé, Saint-MArtin-des-Champs, Saint-Pol-de-Léon, Saint Renan, Sizun |
| Finistère (29)        | Lycées                   | Brest, Landerneau, Morlaix, Quimper, Quimperlé |
| Ille-et-Vilaine (35)  | Maternelles et Primaires | Argentre-du-Plessis, Bruz, Dinard, Goven, La Bouëxière, La Guerche, Liffré, Mesnil-Roc'h, Montfort-sur-Meu, Orgères, Pleumeuleux, Peurtuit, Redon, Rennes, SAint-Jacques-de-la-Lande, Saint-Malo, Thorigné-Fouillard, Val d'Anast, Vern-sur-Seiche, Vitré |
| Ille-et-Vilaine (35)  | Collèges                 | Bruz, Liffré, Redon, Rennes |
| Ille-et-Vilaine (35)  | Lycée                    | Rennes |
| Loire Atlantique (44) | Primaires et Maternelles | Blain, Nantes, Saint-Brévin-les-Pins, Saint-Herblain, Saint Nazaire |
| Loire Atlantique (44) | Collèges                 | Nantes, Saint-Herblain |
| Morbihan (56)         | Primaires et Maternelles | Allaire, Auray, Baud, Bignan, Brec'h, Campeneac, Cleguerec, Gourin, Guidel, Hennebont, Izinzac-Lochrist, Lanester, Langonnet, Languidic, Landauvant, Lauzach, Le Faquet, Locmiquelic, Lorient, Mauron, Peillac, Plescop, Ploermel, Ploemeur, Ploeren, Ploermel, Plouay, Pluneret, Pluvigner, Pontivy, Pont-Scorff, Questembert, Queven, Saint-Ave, Sarzeau, Sene, Theix-Noyalo, Vannes |
| Morbihan (56)         | Collèges                 | Baud, Gourin, Hennebont, Lanester, Lorient, Ploemeur, Plouay, Pluneret, Queven, Sene, Vannes |
| Morbihan (56)         | Lycée                    | Lanester |

## Organisation

### Statuts
Div Yezh Breizh est une association à but non lucratif régie selon la loi française de 1901. Elle rassemble 108 associations locales, créées à la suite de l'ouverture des classes bilingues français-breton dans les écoles publiques. Elle est dirigée par un conseil d'administration. Une assemblée générale annuelle élit le conseil d'administration et défini les orientations de l'association.

### Siège
Son siège est situé à Cavan.

### Financement
Elle est essentiellement financée par le conseil régional de Bretagne et par les départements des Côtes-d’Armor, du Finistère, d'Ille-et-Vilaine et du Morbihan[réf. nécessaire].

### Adhérents
En 2022, l’association comprend 1 700 adhérents.

### Buts
L'association promeut l’enseignement à égalité du français et du breton.

## Enseignement

### Filière principale
Les classes bilingues breton-français de Div Yezh sont intégrées à des établissements publics déjà existants de l'Éducation nationale. Dans sa thèse, Gwenole Larvol fait état de l’appellation fréquemment usitée à tort du terme « école Divyezh » pour désigner les filières bilingues de l’enseignement public au sein d'écoles publiques classiques.
L'enseignement se fait à 50 % en français et à 50 % en breton. La langue bretonne n'est pas un cours à part entière mais est utilisée pour enseigner les différentes matières du programme. Par exemple, le cours de géographie se fait en breton et les exemples locaux seront privilégiés. L'apprentissage de la lecture se fait d'abord en français puis en breton.
Les professeurs du primaire sont formés à l'INSPÉ de Saint-Brieuc ou de Brest. Pour le secondaire, l'épreuve du Capes ou de l'agrégation sont passés en breton.

### Autres filières
Deux autres filières enseignent le breton à l'école:
- Divaskell (anciennement Dihun)[28] propose l'enseignement du breton dans les écoles privées catholiques ;
- les écoles Diwan[29] sont des écoles associatives immersives où l'intégralité des cours sont assurés en breton.

## Ses missions

### Défense de valeurs
La fédération Div Yezh agit pour la défense de l'enseignement du et en breton dans les écoles publiques, gratuites et laïques. Elle agit dans l'intérêt des élèves, pour faciliter leur scolarité. Par exemple en défendant la traduction des sujets du brevet en langue bretonne,,.
Elle agit notamment pour le suivi des engagements de l'État en matière d'éducation du et en breton, dans le cadre de la convention État-Région de 2022. Elle a commencé une action citoyenne en 2024 puis devant le tribunal administratif en vue d’enjoindre l’État à respecter ses engagements en matière d’apprentissage des langues régionales.
Elle œuvre aussi pour la valorisation de la jeunesse bretonnante,. Elle a par exemple créé fin 2024 un Conseil des Jeunes, chargé de promouvoir et de défendre l'enseignement du et en breton.
Elle est également membre de différentes instances départementales, régionales et nationales telles que les Conseils Académique des Langues Régionales de Rennes et Nantes, l'Office public de la langue bretonne ou encore la Fédération pour les langues régionales dans l'enseignement publique (FLAREP).

### Sauvegarde du breton
La langue bretonne est classée par l'UNESCO comme étant sérieusement en danger. S'il y avait en 2024 un peu plus de 100 000 locuteurs bretonnants, 60% d'entre eux ont dépassé les 60 ans. L'étude TMO-région Bretagne de 2024 a évalué à 72% la part de la population des 5 départements « favorable à plus d’enseignement du breton dans les écoles ». Pour ses actions auprès de la jeunesse bretonne, Div Yezh a reçu en 2003 le Prix de l'avenir de la langue bretonne, catégorie « bretonnant de l’année », lors de la cérémonie des Prizioù organisée par France 3 Bretagne.
Les élèves inscrits dans la filière bilingue français-breton (div yezh) ne sont pas forcément issus de familles parlant breton. Il n'est donc pas nécessaire que les parents maîtrisent cette langue pour y scolariser leurs enfants. La région Bretagne réalise chaque année une campagne de communication dans ce sens, avec le site dédié ecole.bzh, mise en place sur le terrain par Div yezh, en lien avec les filières bilingues des écoles publiques. 